# Antonijo Ježina
Antonijo Ježina (sinh 5 tháng 6 năm 1989) là một thủ môn bóng đá Croatia thi đấu cho GNK Dinamo Zagreb. Anh ra mắt cho Đội tuyển bóng đá quốc gia Croatia ngày 10 tháng 9 năm 2013, trong trận giao hữu trước Hàn Quốc. Vào trận với tư cách cầu thủ vào sân phút bù giờ, anh để thủng lưới một bàn sau chỉ chưa đầy một phút ở trên sân.